# Entalpía estándar de reacción

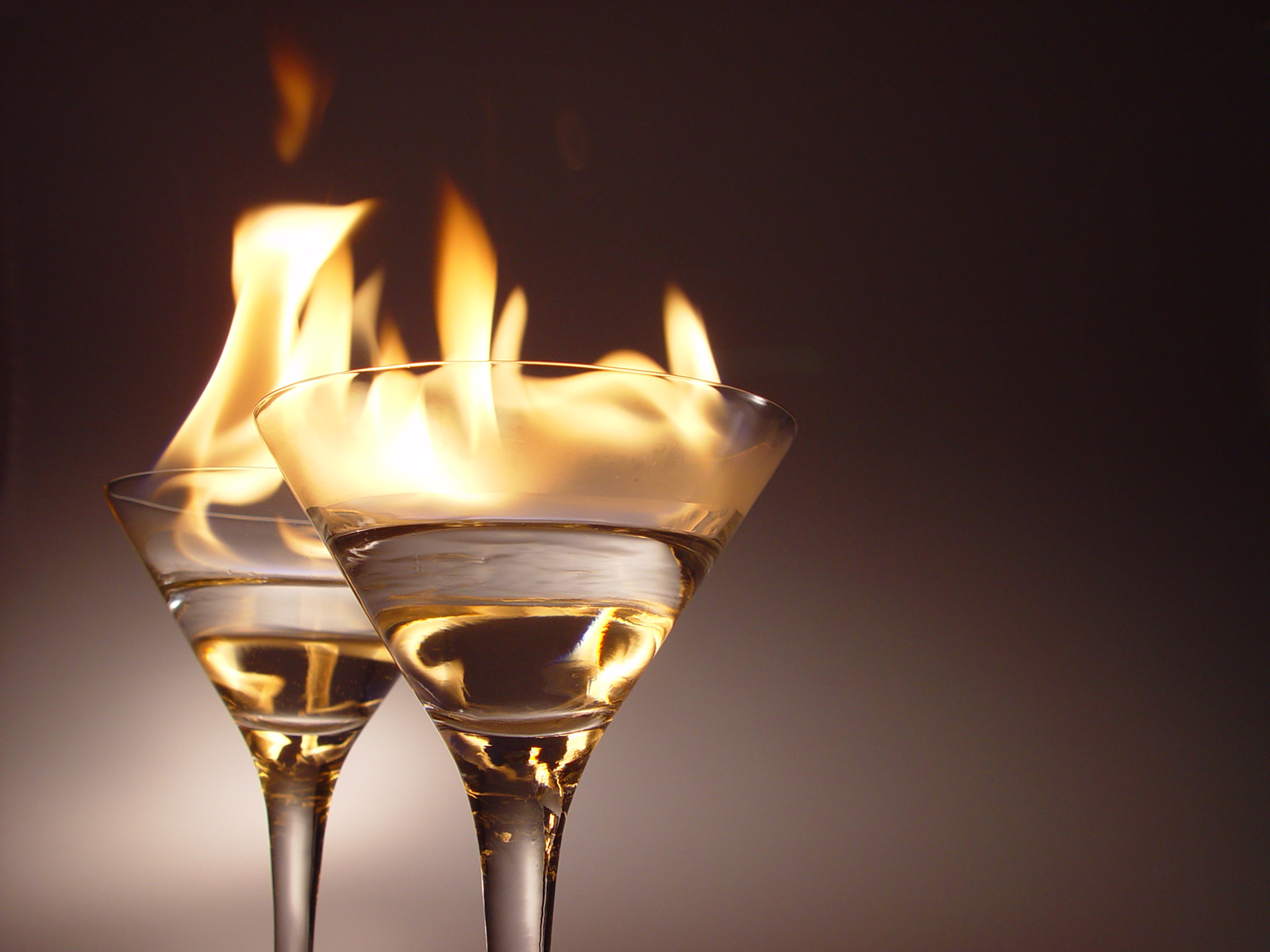
La entalpía de la combustión del alcohol es negativa, por lo que la reacción es exotérmica y libera calor

La palabra entalpía proviene del griego enthalpien, que significa quemar
{\displaystyle \Delta H=Q_{P}\,}
La entalpía de reacción es el calor intercambiado con el entorno a presión constante para una reacción determinada.
Aunque la entalpía puede medirse, de hecho, a cualquier temperatura y presión, se ha tomado el acuerdo de considerar condiciones normales o estándar a 25 °C (298 K) y 1 bar. Cuando la entalpía se mide en estas condiciones de presión y temperatura se habla de entalpía estándar y se denota con el símbolo H°.
La diferencia de calor, o más exactamente el cambio de entalpía que se da en una reacción se calcula la siguiente expresión: 
{\displaystyle \Delta H_{r}=\sum H_{productos}-\sum H_{reactivos}}
La letra {\displaystyle \Delta } es frecuentemente utilizada para manifestar un cambio o variación, en consecuencia la expresión {\displaystyle \Delta H_{r}} se refiere a la variación de una entalpía en una reacción química. Por su parte la letra {\displaystyle \Sigma } (sigma mayúscula) se usa para expresar una suma. 
En este caso, a la suma de las entalpías de los productos se les resta la suma de las entalpías de  los reactivos, y el resultado indica el cambio de entalpía que se da en la reacción. Como se dijo anteriormente, las entalpías se han medido en condiciones normales, por ende la entalpía calculada es la entalpía estándar de reacción {\displaystyle \left(\Delta H_{r}\right)}.

## Entalpía estándar de reacción
Entalpía estándar de reacción {\displaystyle \left(\Delta H_{r}\right)}. Se define como la cantidad de calor que se desprende o se absorbe durante una reacción química, a presión constante y según las cantidades de reactivos y productos.